# Ояш (село)
Оя́ш — село в Болотнинском районе Новосибирской области России. Административный центр Ояшинского сельсовета.

## Географическое положение
Расположено на правом берегу реки Ояш (приток Оби), у места впадения в неё реки Бабушка, в 85 километрах к северо-востоку от Новосибирска, в 24 километрах к северо-востоку от посёлка Мошково, в 45 километрах к юго-западу от города Болотное. Со всех сторон окружено смешанным лесом.

## Население
| 2002 | 2007 | 2010 |
| ---- | ---- | ---- |
| 779  | ↗793 | ↘778 |

## История
Точная дата основания села Ояш неизвестна. Краеведы предполагают, что оно было основано сибирскими татарами ещё до покорения русскими Сибири, в XV веке, а происхождение названия связывают с татарским словом «уйсу» — «низменный», «расположенный в низине». В XVII веке село оказалось на Сибирском тракте, соединявшем центральную Россию с Сибирью. В XIX веке — центр Ояшинской волости, крестьяне которой до 1861 года были приписаны к Алтайским горным заводам. Преобладало русское население. Жители села занимались земледелием, извозом, и пушным промыслом.
В начале XX столетия — крупное село, более 700 хозяйств, население — более 5 тысяч человек. С открытием Транссибирской железной магистрали перевозки по сибирскому тракту прекратились, в результате исчез один из основных источников существования для жителей Ояша — извозный промысел. Многие жители переселились в другие районы.
12 сентября 1924 года в составе Новониколаевского уезда Новониколаевской губернии РСФСР был образован Ояшинский район с центром в селе Ояш. 9 декабря 1925 года район был отнесён к Новониколаевскому (с 1926 — Новосибирскому) округу Сибирского края. 4 июня 1927 года центр района был перенесён из села Ояш на станцию Ояш.

## Религия
В 1893 году в с. Ояш была построена деревянная однопрестольная церковь в честь трех святителей — Василия Великого, Григория Богослова и Иоанна Златоуста. В состав прихода входили: с. Ояш Томского уезда, деревни: Балтинская — в 3 верстах, Воронова — в 7 верстах, Татарская — в 22 верстах (в деревне Татарской был молитвенный дом во имя Святителя и Чудотворца Николая), Криво-Ояшинская — в 25 верстах, Бибеева — в 25 верстах, Каменская — в 15 верстах, Чебулинская — в 17 верстах и поселок Умревинский. Общее число прихожан — 7111 человек (данные за 1914 год). Имелась походная церковь в честь Покрова Пресвятой Богородицы. При приходе было 3 гражданских училища: в с. Ояш и в деревнях Балтинской и Вороновой.

## Инфраструктура
В селе по данным на 2007 год функционируют 1 учреждение здравоохранения, 1 образовательное учреждение.